# Пяца Викториеи (станция метро)
Пяца Викториеи (рум. Piața Victoriei, Площадь Победы) — станция Бухарестского метрополитена. Станция расположена в районе Sector 1.
Станция линии M2 открыта 25 октября 1987 года в составе участка «Пяца Унирий» — «Пипера». Станция линии M1 открыта 17 августа 1989 года в составе участка «Пяца Мунчий» — «Пяца Викториеи». Станция названа в честь оодноимённой площади, расположенной здесь.
«Пяца Викториеи» — станция мелкого заложения с двумя боковыми платформами.